# 巴布亞淡水腹囊海龍
巴布亞淡水腹囊海龍（学名：Microphis spinachioides），為輻鰭魚綱棘背魚目海龍魚科腹囊海龍屬的其中一種，分布於巴布亞紐幾內亞Sepik河、May河流域，體長可達15公分，棲息在淡水溪流，卵胎生。